# Torrent de Pegueres
El torrent de Pegueres és un curs d'aigua del terme de Castellbisbal que desemboca al riu Llobregat.
Aquest és un dels torrents més espectaculars del terme. Les parets verticals que creixen a la part nord del torrent donen una majestuositat que no es troba en cap altre torrent del terme.
Un cop comencem a baixar, -procedents de Can Nicolau de Baix-, pel camí que ens porta torrent avall, podem contemplar a l'esquerra, dues barraques de camp excavades a la paret. Aquestes barraques són el testimoni d'antigues explotacions agrícoles, i per tant, on avui veiem un bosc, abans hi havia terreny cultivat.
Ja arribant a baix, si ens fixem bé, veurem a les parets del davant i a l'esquerra, unes feixes que ens marquen fins on arribaven els trossos de terra treballats.
Quan travessem el torrent, més sec a l'estiu i més abundant a la tardor i hivern, us recomanem que us desvieu un moment pel camí que trobareu al cap d'uns metres. Es tracta d'un torrent, que es pot seguir exclusivament a peu, i on al final hi ha un magnífic salt d'aigua.